# Gregor Man
Gregor Man a főhőse Zsoldos Péter nagy sikerű regénytrilógiájának: kőkorszaki környezetbe csöppent hajótörött földi űrhajós  A Viking visszatér című regényben; egy ókori városállam istenkirálya a Távoli tűz-ben; ugyanaz és felsőbbrendű idegenek kiválasztottja Az utolsó kísértés-ben.
Érdekes a név magyarázata: beszélő név, a Gregor – Gregoriosz, jelentése éber, a man – ember, ez a kettő összekapcsolva jelenthet egyszerűen Homo sapienst.